# Норт-Султан (Вашингтон)
Норт-Султан (англ. North Sultan) — переписна місцевість (CDP) в США, в окрузі Сногоміш штату Вашингтон. Населення — 256 осіб (2020).

## Географія
Норт-Султан розташований за координатами 47°52′57″ пн. ш. 121°49′22″ зх. д. / 47.88250° пн. ш. 121.82278° зх. д. (47.882551, -121.822806).  За даними Бюро перепису населення США в 2010 році переписна місцевість мала площу 1,54 км², з яких 1,53 км² — суходіл та 0,01 км² — водойми.

## Демографія
Згідно з переписом 2010 року, у переписній місцевості мешкали 264 особи в 100 домогосподарствах у складі 77 родин. Густота населення становила 171 особа/км².  Було 113 помешкання (73/км²).
Расовий склад населення:
| - 94,3 % — білих - 1,1 % — азіатів - 0,4 % — корінних американців - 0,4 % — чорних або афроамериканців - 1,1 % — осіб інших рас |

До двох чи більше рас належало 2,7 %. Частка іспаномовних становила 4,9 % від усіх жителів.
За віковим діапазоном населення розподілялося таким чином: 18,6 % — особи молодші 18 років, 73,4 % — особи у віці 18—64 років, 8,0 % — особи у віці 65 років та старші. Медіана віку мешканця становила 42,4 року. На 100 осіб жіночої статі у переписній місцевості припадало 112,9 чоловіків;  на 100 жінок у віці від 18 років та старших — 106,7 чоловіків також старших 18 років.
Середній дохід на одне домашнє господарство  становив 82 721 долар США (медіана — 105 875), а середній дохід на одну сім'ю — 101 973 долари (медіана — 106 938). Медіана доходів становила 66 944 долари для чоловіків та 52 813 долари для жінок. За межею бідності перебувало 4,0 % осіб, у тому числі 0,0 % дітей у віці до 18 років та 0,0 % осіб у віці 65 років та старших.
Цивільне працевлаштоване населення становило 103 особи. Основні галузі зайнятості: освіта, охорона здоров'я та соціальна допомога — 25,2 %, науковці, спеціалісти, менеджери — 20,4 %, роздрібна торгівля — 11,7 %, транспорт — 8,7 %.